# Superliga de Grecia 2013-14
La temporada 2013/14 fue la 55.ª edición de la Superliga de Grecia, la máxima competición futbolística de Grecia. El Olympiacos es el actual defensor del título.
Para esta temporada se aumentó el número de clubes de 16 a 18, los dos clubes descendidos al final de la temporada 2012-13 el AEK Atenas y el Kerkyra FC fueron reemplazados por cuatro clubes provenientes de la Segunda División.
Al final de la temporada, el club campeón se clasifica para la Liga de Campeones de la UEFA 2014-15, mientras que el club vencedor de los playoffs juega la tercera ronda de la misma competición. Los equipos que acaben en segundo y tercer lugar en los playoffs se clasifican para la fase de clasificación de la UEFA Europa League 2014-15.
Un tercer cupo a la UEFA Europa League 2014-15 es para el vencedor de la Copa de Grecia.

## Ascensos y descensos
| Pos. | de Superliga de Grecia 2012-13 |
| ---- | ------------------------------ |
| 15.º | AEK Atenas FC                  |
| 16.º | Kerkyra FC                     |

| Pos. | de Beta Ethniki 2012-13 |
| ---- | ----------------------- |
| 1.º  | Apollon Smyrnis         |
| 2.º  | Ergotelis FC            |
| 3.º  | Kalloni FC              |
| 4.º  | Panetolikos FC          |

## Equipos y estadios
| Equipo           | Ciudad    | Estadio                          | Capacidad |
| ---------------- | --------- | -------------------------------- | --------- |
| Apollon Atenas   | Atenas    | Estadio Georgios Kamaras         | 14,856    |
| Aris Salónica    | Salónica  | Estadio Kleanthis Vikelidis      | 22,800    |
| Asteras Tripolis | Trípoli   | Estadio Asteras Tripolis         | 7,616     |
| Atromitos        | Atenas    | Estadio Peristeri                | 10,200    |
| Ergotelis        | Heraklion | Estadio Pankritio                | 25,780    |
| Kalloni          | Mytilene  | Estadio Municipal de Mytilene    | 4,000     |
| Levadiakos       | Lebadea   | Estadio Municipal de Lebadea     | 6,500     |
| OFI Creta        | Heraklion | Estadio Theodoros Vardinogiannis | 9,088     |
| Olympiacos       | Pireo     | Estadio Georgios Karaiskakis     | 32,115    |
| Panathinaikos    | Atenas    | Estadio Apostolos Nikolaidis     | 16,118    |
| Panetolikos      | Agrinio   | Estadio Panetolikos              | 6,500     |
| Panionios Atenas | Atenas    | Estadio Nea Smyrni               | 11,700    |
| Panthrakikos     | Komotini  | Estadio Municipal de Komotini    | 6,198     |
| PAOK Salónica    | Salónica  | Estadio La Tumba                 | 28,703    |
| PAS Giannina     | Ioannina  | Estadio Zosimades                | 7,652     |
| Platanias        | Platanias | Estadio Municipal Perivolia      | 3,800     |
| Skoda Xanthi     | Xanthi    | Skoda Xanthi Arena               | 7,361     |
| Veria            | Veria     | Estadio Municipal de Veria       | 7,000     |

## Tabla de posiciones
| Pos. | Equipo          | Pts. | PJ | G  | E  | P  | GF | GC | Dif. | Clasificación o descenso                                     |
| ---- | --------------- | ---- | -- | -- | -- | -- | -- | -- | ---- | ------------------------------------------------------------ |
| 1    | Olympiacos (C)  | 86   | 34 | 28 | 2  | 4  | 88 | 19 | +69  | Campeón y clasificado a Liga de Campeones de la UEFA 2014-15 |
| 2    | PAOK Salónica   | 69   | 34 | 21 | 6  | 7  | 68 | 37 | +31  | Clasificado a Playoffs                                       |
| 3    | Atromitos       | 66   | 34 | 19 | 9  | 6  | 54 | 25 | +29  | Clasificado a Playoffs                                       |
| 4    | Panathinaikos   | 66   | 34 | 20 | 6  | 8  | 57 | 28 | +29  | Clasificado a Playoffs                                       |
| 5    | Asteras Tripoli | 58   | 34 | 16 | 10 | 8  | 46 | 35 | +11  | Clasificado a Playoffs                                       |
| 6    | OFI Creta       | 44   | 34 | 11 | 11 | 12 | 30 | 39 | −9   |                                                              |
| 7    | Ergotelis       | 44   | 34 | 11 | 11 | 12 | 39 | 40 | −1   |                                                              |
| 8    | Panetolikos     | 42   | 34 | 11 | 9  | 14 | 32 | 33 | −1   |                                                              |
| 9    | Levadiakos      | 42   | 34 | 13 | 3  | 18 | 42 | 61 | −19  |                                                              |
| 10   | Panthrakikos    | 41   | 34 | 11 | 8  | 15 | 39 | 52 | −13  |                                                              |
| 11   | PAS Giannina    | 41   | 34 | 12 | 5  | 17 | 34 | 43 | −9   |                                                              |
| 12   | Kalloni         | 39   | 34 | 12 | 3  | 19 | 31 | 62 | −31  |                                                              |
| 13   | Panionios       | 39   | 34 | 10 | 9  | 15 | 33 | 42 | −9   |                                                              |
| 14   | Platanias       | 38   | 34 | 10 | 8  | 16 | 39 | 48 | −9   |                                                              |
| 15   | Veria           | 38   | 34 | 9  | 11 | 14 | 31 | 51 | −20  |                                                              |
| 16   | Skoda Xanthi    | 38   | 34 | 11 | 5  | 18 | 44 | 54 | −10  | Clasificado a Playoffs de descenso                           |
| 17   | Apollon Smyrni  | 36   | 34 | 9  | 9  | 16 | 43 | 54 | −11  | Descenso a Football League 2014-15                           |
| 18   | Aris Salónica   | 22   | 34 | 3  | 13 | 18 | 26 | 53 | −27  | Descenso a Football League 2014-15                           |

 Fuente: Super League Greece
Criterios de clasificación: 1) Puntos; 2) puntos entre sí; 3) diferencia de goles

### Resultados
| Local \ Visitante | APS | ARI | AST | ATR | ERG | KAL | LEV | OFI | OLY | PAT | PNT | PIO | PTH | PAOK | PAS | PLA | SKO | VER |
| ----------------- | --- | --- | --- | --- | --- | --- | --- | --- | --- | --- | --- | --- | --- | ---- | --- | --- | --- | --- |
| Apollon Smyrni    |     | 2–1 | 1–2 | 2–3 | 1–0 | 1–3 | 4–2 | 0–1 | 0–5 | 1–1 | 1–1 | 1–2 | 3–2 | 3–3  | 4–0 | 3–1 | 2–0 | 0–0 |
| Aris              | 0–2 |     | 1–1 | 0–0 | 0–2 | 0–2 | 1–1 | 0–0 | 0–2 | 0–2 | 0–0 | 1–0 | 2–2 | 1–1  | 0–0 | 1–2 | 1–1 | 0–0 |
| Asteras Tripoli   | 2–0 | 2–2 |     | 2–2 | 2–3 | 2–0 | 2–0 | 0–0 | 2–1 | 1–0 | 3–0 | 1–0 | 1–0 | 2–1  | 3–3 | 3–0 | 2–2 | 0–0 |
| Atromitos         | 2–0 | 2–0 | 3–1 |     | 2–2 | 2–0 | 3–0 | 3–0 | 0–0 | 0–0 | 1–1 | 4–0 | 3–1 | 1–1  | 1–0 | 3–0 | 2–0 | 1–0 |
| Ergotelis         | 2–2 | 3–3 | 0–1 | 0–1 |     | 3–0 | 2–0 | 0–1 | 1–4 | 0–2 | 0–1 | 1–1 | 3–1 | 2–2  | 1–0 | 3–1 | 2–2 | 2–0 |
| Kalloni           | 0–0 | 3–1 | 0–2 | 0–1 | 0–0 |     | 1–0 | 1–0 | 0–1 | 0–4 | 3–1 | 3–2 | 2–0 | 2–5  | 1–0 | 1–0 | 1–5 | 0–3 |
| Levadiakos        | 1–1 | 4–3 | 3–1 | 1–0 | 2–0 | 1–0 |     | 2–1 | 0–5 | 0–4 | 2–1 | 2–0 | 2–2 | 3–2  | 1–0 | 2–0 | 2–0 | 2–0 |
| OFI Creta         | 2–0 | 2–0 | 1–1 | 2–0 | 1–1 | 3–1 | 1–0 |     | 0–4 | 1–1 | 2–1 | 0–0 | 1–0 | 1–1  | 1–1 | 0–0 | 3–2 | 0–1 |
| Olympiacos        | 1–0 | 1–0 | 2–0 | 2–1 | 3–0 | 4–0 | 2–0 | 5–1 |     | 0–3 | 2–1 | 2–0 | 2–0 | 4–0  | 3–2 | 4–2 | 4–0 | 6–0 |
| Panathinaikos     | 3–1 | 4–1 | 2–1 | 1–2 | 1–1 | 3–0 | 3–1 | 1–0 | 0–1 |     | 2–0 | 1–0 | 1–2 | 2–1  | 3–1 | 1–0 | 2–1 | 1–1 |
| Panetolikos       | 2–1 | 0–0 | 0–1 | 1–3 | 0–0 | 4–0 | 2–1 | 1–0 | 0–0 | 1–0 |     | 0–0 | 3–1 | 2–0  | 2–0 | 3–0 | 1–0 | 0–0 |
| Panionios         | 2–1 | 1–2 | 3–0 | 2–1 | 0–1 | 1–1 | 4–2 | 0–0 | 0–2 | 3–0 | 1–1 |     | 1–1 | 2–0  | 2–0 | 0–0 | 0–0 | 2–1 |
| Panthrakikos      | 2–3 | 2–1 | 1–1 | 1–3 | 2–1 | 2–0 | 1–0 | 1–1 | 1–4 | 0–2 | 2–1 | 4–1 |     | 0–3  | 2–0 | 1–0 | 2–1 | 1–0 |
| PAOK              | 0–0 | 3–1 | 2–0 | 2–0 | 2–1 | 2–1 | 3–0 | 5–0 | 2–1 | 2–1 | 1–0 | 4–1 | 3–0 |      | 2–1 | 1–0 | 3–0 | 4–1 |
| PAS Giannina      | 2–0 | 2–1 | 0–2 | 1–0 | 2–0 | 1–2 | 2–1 | 2–1 | 2–0 | 0–1 | 1–0 | 0–1 | 1–1 | 0–2  |     | 1–0 | 2–1 | 0–1 |
| Platanias         | 2–0 | 2–1 | 1–1 | 1–1 | 0–1 | 7–0 | 2–0 | 0–2 | 1–4 | 1–1 | 1–0 | 1–0 | 1–1 | 2–1  | 1–2 |     | 3–0 | 2–2 |
| Skoda Xanthi      | 3–2 | 2–0 | 0–1 | 0–2 | 0–0 | 1–0 | 4–1 | 2–1 | 0–2 | 3–1 | 3–1 | 2–0 | 1–0 | 1–2  | 0–3 | 2–3 |     | 3–0 |
| Veria             | 1–1 | 0–1 | 1–0 | 1–1 | 0–1 | 0–3 | 4–3 | 2–0 | 0–5 | 1–3 | 1–0 | 2–1 | 0–0 | 1–2  | 2–2 | 2–2 | 3–2 |     |

## Playoffs
El grupo de playoffs se disputa a partidos de ida y vuelta en seis jornadas, el ganador accede a la Liga de Campeones de la UEFA 2014-15. El quinto equipo en la clasificación general de la temporada regular inicia los playoffs con 0 puntos. Los otros equipos se les asigna el número de puntos correspondientes a la diferencia de puntos entre ellos y el club quinto clasificado, dividido entre 5 y redondeado al número entero más próximo. PAOK, Atromitos y Panathinaikos parten en los playoffs con 2 puntos.
| Pos. | Equipo          | Pts. | PJ | G | E | P | GF | GC | Dif. | Clasificación                                                     |
| ---- | --------------- | ---- | -- | - | - | - | -- | -- | ---- | ----------------------------------------------------------------- |
| 2    | Panathinaikos   | 11   | 6  | 2 | 3 | 1 | 7  | 5  | +2   | Tercera ronda clasificatoria Liga de Campeones de la UEFA 2014-15 |
| 3    | PAOK Salónica   | 10   | 6  | 3 | 2 | 1 | 8  | 4  | +4   | Liga Europea de la UEFA 2014-15                                   |
| 4    | Atromitos       | 7    | 6  | 1 | 2 | 3 | 6  | 9  | −3   | Tercera ronda clasificatoria Liga Europea de la UEFA 2014-15      |
| 5    | Asteras Tripoli | 7    | 6  | 2 | 1 | 3 | 5  | 8  | −3   | Segunda ronda clasificatoria Liga Europea de la UEFA 2014-15      |

 Fuente: Super League Greece
Criterios de clasificación: 1) Puntos; 2) puntos entre sí; 3) diferencia de goles; 4) clasificación en etapa regular
(*) PAOK Salónica que había finalizado los playoffs con 13 unidades, sufrió la resta de tres puntos.

### Resultados en Playoff
| Local \ Visitante | AST | ATR | PAT | PAOK |
| ----------------- | --- | --- | --- | ---- |
| Asteras Tripoli   |     | 1–0 | 1–3 | 1–0  |
| Atromitos         | 3–1 |     | 1–1 | 1–2  |
| Panathinaikos     | 1–0 | 1–1 |     | 1–1  |
| PAOK              | 1–1 | 3–0 | 1–0 |      |

## Playoff de descenso
El partido tuvo lugar en el Estadio Kleanthis Vikelidis de Salónica el 11 de junio de 2014.
|}
- Skoda Xanthi FC se mantiene en la Superliga.

## Máximos Goleadores
Detalle con los máximos goleadores de la Super Liga de Grecia, de acuerdo con los datos oficiales de la Federación Helénica de Fútbol:
- Datos según la página oficial de la competición.

| Equipo 1         | Resultado | Equipo 2        |
| ---------------- | --------- | --------------- |
| Olympiakos Volou | 1–2       | Skoda Xanthi FC |

| Pos. | Jugador                 | Equipo         | Goles |
| ---- | ----------------------- | -------------- | ----- |
| 1°   | Esteban Solari          | Skoda Xanthi   | 16    |
| 2°   | El Fardou Ben Nabouhane | Veria          | 15    |
| 2°   | Marcus Berg             | Panathinaikos  | 15    |
| 3°   | Dimitris Papadopoulos   | Atromitos      | 14    |
| 3°   | Kostas Mitroglou        | Olympiacos     | 14    |
| 4°   | Christos Aravidis       | Panionios      | 12    |
| 4°   | Vangelis Mantzios       | Levadiakos     | 12    |
| 4°   | Antonis Petropoulos     | Apollon Smyrni | 12    |
| 4°   | Javier Saviola          | Olympiacos     | 12    |